# اوراکل هایپریان
اوراکل هایپریان (انگلیسی: Oracle Hyperion) شرکت نرم‌افزار آمریکایی است، که در سال ۱۹۸۱ تأسیس شد.